# Catagela adjurella
Catagela adjurella är en fjärilsart som beskrevs av Walker 1863. Catagela adjurella ingår i släktet Catagela och familjen Crambidae. Inga underarter finns listade i Catalogue of Life.